# Carlo Dolci

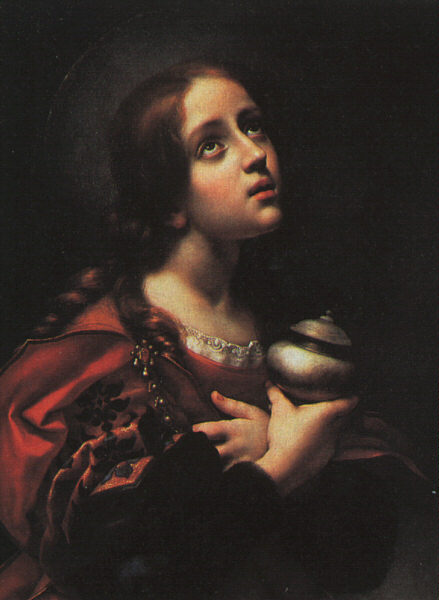
Carlo Dolci - "Maria Magdalena" (1660-1670). Galleria Palatina, Palazzo Pitti, Florens.

Carlo Dolci, född 25 maj 1616 i Florens, Italien, död 17 januari 1686 i Florens, italiensk målare, verksam i Florens.
Dolci var lärjunge till Jacopo Vignali, men utbildade sin egen stil och blev specialist på det religiösa måleriet. Dolcis verk ger enligt vissa bedömare prov på en sida av barockmåleriets förfall. De känslor av ömhet och medlidande som hans vemodiga, mjukt formade madonnor och kvinnliga helgon i halvfigur uppväcker, uppskattades av samtiden, men har sedan dess uppfattats som överdrivet sentimentala. De flesta av hans verk finns i Florens, hans mest kända tavla, Den orgelspelande Cecilia finns dock i Gemäldegalerie Alte Meister. På Nationalmuseum finns Magdalena vid Kristi fötter och Den botfärdiga Magdalena.
Carlo Dolcis dotter Agnese Dolci (död 1689) fortsatte i hans stil, med ett snarast än mer sentimentalt uttryck i bilderna.